# Vanessa Collier
Vanessa N. Collier est une saxophoniste, chanteuse et autrice américaine de blues, funk, et musique soul. Au cours de sa carrière elle a été nommée plus d'une dizaine de fois pour les Blues Music Awards et en a remporté cinq (Horn Player (2019, 2020, 2024 et 2025) et Contemporary Blues Female Artist of the Year (2022),,,).

## Influences
Ses influences musicales sont notamment Bonnie Raitt, Norah Jones, The Wood Brothers, Tedeschi Trucks Band, Ray Charles, Snooks Eaglin, Aretha Franklin, Herbie Hancock, Professor Longhair et Cannonball Adderley.

## Discographie
| Année | Titre                                                      | Label               |
| ----- | ---------------------------------------------------------- | ------------------- |
| 2014  | Heart Soul & Saxophone                                     | Phenix Fire Records |
| 2017  | Meeting My Shadow                                          | Ruf Records         |
| 2018  | Blues Caravan 2017 (avec Big Daddy Wilson et Si Cranstoun) | Ruf Records         |
| 2018  | Honey Up                                                   | Phenix Fire Records |
| 2020  | Heart on the Line                                          | Phenix Fire Records |
| 2024  | Do It My Own Way                                           | Phenix Fire Records |